# Damnacanthus angustifolius
Damnacanthus angustifolius är en måreväxtart som beskrevs av Bunzo Hayata. Damnacanthus angustifolius ingår i släktet Damnacanthus och familjen måreväxter.
Artens utbredningsområde är Taiwan.

## Underarter
Arten delas in i följande underarter:
- D. a. altimontanus
- D. a. angustifolius